# Palau del Marqués de Dosaigües
El Palau del Marqués de Dosaigües és un dels edificis civils d'estil barroc i rococó més significatius de la ciutat de València, declarat bé d'interès cultural. És la seu del Museu Nacional de Ceràmica i de les Arts Sumptuàries «González Martí».

## Història i descripció
Va ser construït en el segle xv per la família Rabassa de Perellós, barons de Dosaigües des del 1496. Segons el plànol de València del Pare Tosca del 1704, es tractava d'una construcció gòtica amb tres cossos disposats al voltant d'un pati amb una torre emmerletada en el cantó nord-est. La façana es coronava amb una galeria correguda.
El 1740, Giner Rabassa de Perellós, primer marqués de Dosaigües, va encarregar-ne la reforma al gravador i pintor Hipòlit Rovira, que substituí el gòtic auster de l'antiga casa pairal per una gran abundància decorativa. La portada principal realitzada en alabastre per Ignasi Vergara, segons el disseny de Rovira, d'estil purament barroc, conté una al·legoria dels rius Túria i Xúquer, al·lusiva al marquesat. Rematada per una fornícula amb la Mare de Déu del Roser, la portada es protegia per un balcó corregut del qual es conserven gravats i fotografies.
El 1853, en esgotar-se la successió directa, heretà el títol en Vicent Dasí Lluesma, qui decidí dur a terme una àmplia reforma de l'edifici, iniciada el 1854, de caràcter bàsicament ornamental en un clar eclecticisme que combina rococó, neoimperi i motius xinesos. En la façana, les finestres van ser decorades amb motius de rocalla i figures realitzades en estuc, i els balcons amb balustrades van substituir els anterior de reixeria. En el pati interior es van substituir les finestres gòtiques per balcons amb relleus de figures al·legòriques al·lusives a les arts (arquitectura i escultura), a l'agricultura i al comerç, base de la riquesa del marqués. En l'interior, es van eliminar les pintures de Rovira i es van realitzar estucs a planxa calenta imitant marbres i pintures per Salustiano Asenjo, Josep Maria Brell, Plàcido Francés, Rafael Montesinos i Ramiro Contreras i Aznar, Molinelly, Franchini i Nicoli, i altres. També es va adquirir mobiliari de l'època, com el conjunt de mobles de Dresden amb aplicacions de porcellana saxona a l'anomenada Sala de Porcellana. El nou palau va ser inaugurat el 17 de maig del 1867.
El 1941 fou declarat monument historicoartístic i el 1949 fou adquirit pel Ministeri d'Educació, essent rehabilitat entre 1950 i 1954 per a instal·lar.hi el Museu Nacional de Ceràmica i de les Arts Sumptuàries «González Martí», que aplega la important col·lecció de ceràmica donada a l'Estat el 1947 per Manuel González Martí i la seua dona Amelia Cuñat. Entre 1969 i 1972, fou ampliat amb una nova ala pel carrer Poeta Querol cap a l'església de Sant Joan de la Creu, afegint-se a la cantonada una torre de similars característiques a les de la façana principal. En els anys 1980, el museu necessitava millorar la seua infraestructura i instal·lacions, i el 1990 es tancà per rehabilitar-ho, obrint novament durant la dècada següent.

## Galeria fotogràfica

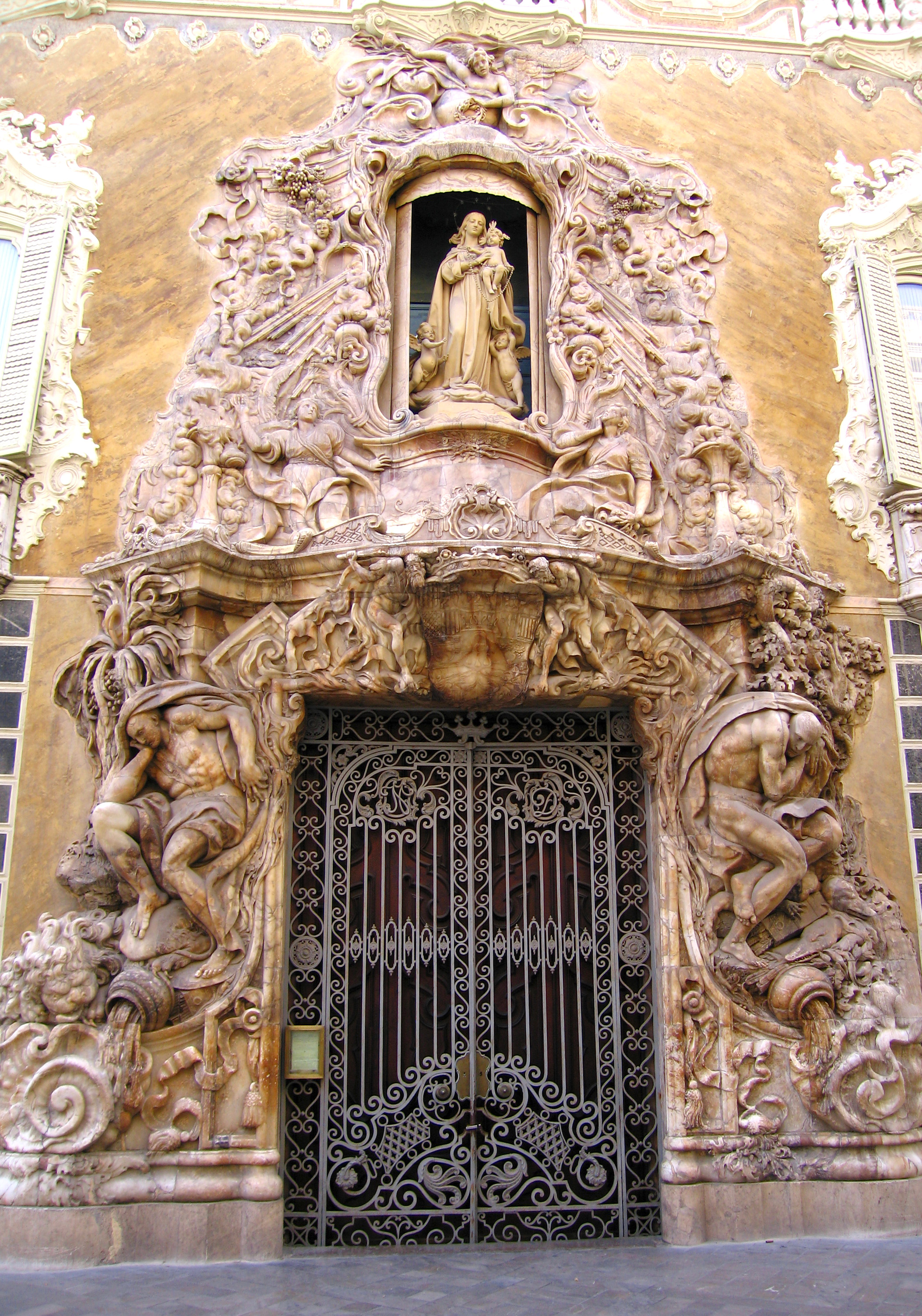
Porta del Palau
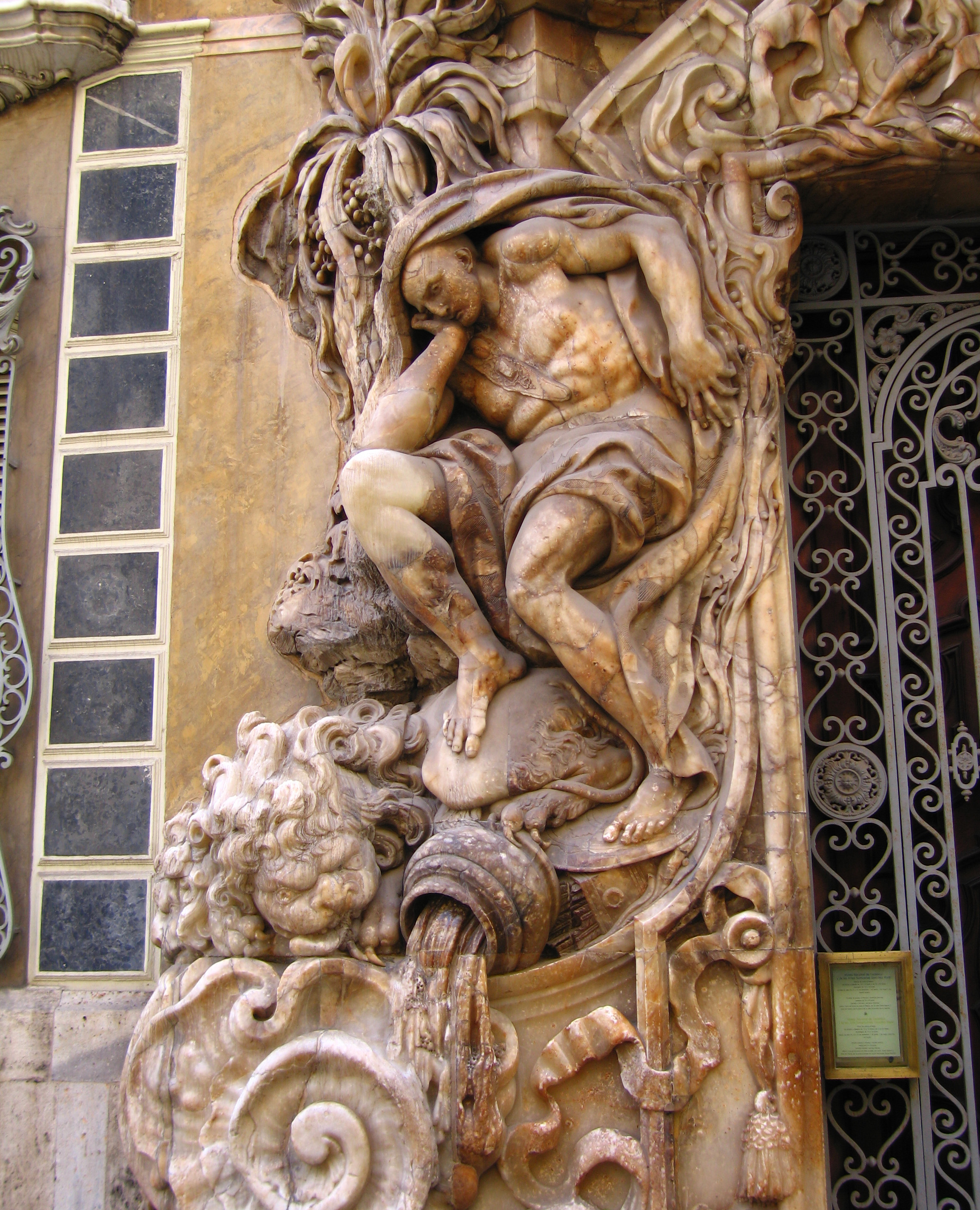
Atlant a l'esquerra de la porta del Palau
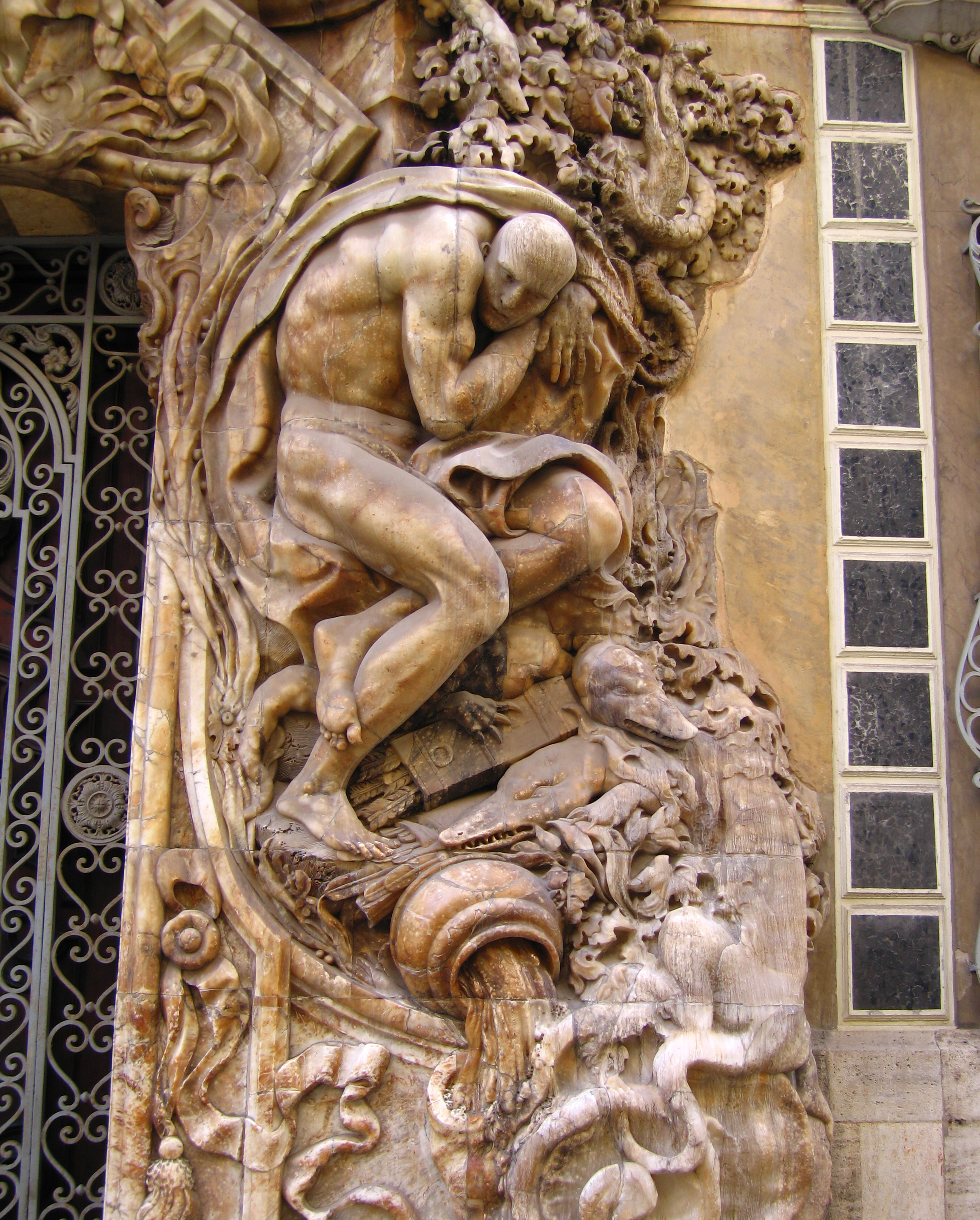
Atlant a la dreta de la porta del Palau